# Hostafrancs (els Plans de Sió)
Hostafrancs és un poble dins del municipi dels Plans de Sió a la comarca de la Segarra, a la dreta del riu Sió. Formava part de l'antic terme de l'Aranyó. Va formar part de la Vegueria de Cervera i, després del Decret de Nova Planta a principis del Segle XVIII, del Corregiment de Cervera. Aquest poble va tenir ajuntament propi un cop acabat l'Antic Règim Senyorial, a principis del Segle XIX, però el 1847 va ser unit al terme de l'Aranyó. Aquest darrer, molt més endavant, va ser agregat el 1974 al municipi actual.
La seva existència està documentada des de l'any 1063, on se cita en els límits d'uns terrenys cedits als habitants de Torrefeta. Deu anys més tard, apareix en la donació del terme d'Hostafrancs per part del bisbe Bernat d'Urgell al noble Berenguer Brocard. L'església parroquial de l'Assumpció de Maria d’Hostafrancs és d’època barroca. La festa major se celebra el 24 d’agost, dia del patró del poble, Sant Bartomeu. El diumenge de la Segona Pasqua se celebra la festa del Roser.
Cal destacar els Greuges dels Homes d'Hostafrancs de Sió, un document de caràcter feudal escrit en català a finals del segle xii.
El 2005 tenia 108 habitants. Està a 428 metres per sobre del nivell del mar.